# Edward Carmichael
Daniel Edward Ed Carmichael (født 2. januar 1907 i Los Angeles i Californien, død 3. september 1960 i Los Angeles i Californien) var en amerikansk gymnast som deltog i de olympiske lege i 1932 i Los Angeles.
Carmichael vandt en bronzemedalje i gymnastik under OL 1932 i Los Angeles. Han kom på en tredjeplads i konkurrencen i spring over hest efter Savino Guglielmetti fra Italien og Alfred Jochim fra USA.